# Szemenye
Szemenye là một thị trấn thuộc hạt Vas, Hungary. Thị trấn này có diện tích 11,8 km², dân số năm 2010 là 309 người, mật độ 26 người/km².